# Liste der Botschafter der Republik China beim Heiligen Stuhl
Die Liste der Botschafter der Republik China beim Heiligen Stuhl bietet einen Überblick über die Leiter der diplomatischen Vertretung der Republik China (bis 1949) bzw. der Republik China (seit 1949) beim Heiligen Stuhl seit der Aufnahme diplomatischer Beziehungen.
| Amtszeit  | Name                     | Anmerkung                         |
| --------- | ------------------------ | --------------------------------- |
| 1943–1946 | Chéou Kang Sié           | Beauftragter                      |
| 1947–1949 | Giovanni Wu Ching-Hsiung | Beauftragter                      |
| 1949–1954 | Yin Tchou                | Geschäftsträger                   |
| 1954–1966 | Chéou-Kang Sié           | Beauftragter, ab 1959 Botschafter |
| 1966–1969 | Shen Chang-Huan          | Botschafter                       |
| 1969–1978 | Chen Chin-Mai            | Botschafter                       |
| 1978–1991 | Chow Shu-kai             | Botschafter                       |
| 1991–1993 | Hoang Sieou-je           | Botschafter                       |
| 1993–1996 | Edward Wu Tsu-yu         | Botschafter                       |
| 1996–2004 | Raymond R. M. Tai        | Botschafter                       |
| 2004–2008 | Tou Chou-seng            | Botschafter                       |
| 2008–2015 | Larry Yu-yuan Wang       | Botschafter                       |
| 2015–2016 | Liao Chih-hsien          | Geschäftsträger                   |
| 2016-     | Lee Matthew Shieh-Ming   | Botschafter                       |